# الذكي الغاضب من ألعاب الفيديو: الفلم
الذكي الغاضب من ألعاب الفيديو: الفيلم (بالإنجليزية: Angry Video Game Nerd: The Movie) هو فيلم مغامرات وخيال علمي وكوميديا تم انتاجه في الولايات المتحدة وصدر سنة 2014 بطولة جيمس رولف والفيلم مقتبس من برنامج تلفزيوني يحمل اسم الذكي الغاضب من ألعاب الفيديو.

## القصة
يجب على على (AVGN) التخلص من رهابه من اسوء لعبة في العالم لينقذ معجبيه.

## الميزانية والإيرادات
كلف الفيلم ميزانية 325,327 دولار.

## وصلات خارجية
- مقالات تستعمل روابط فنية بلا صلة مع ويكي بيانات

الذكي الغاضب من ألعاب الفيديو: الفيلم على IMDb